# Nāḩiyat Şuwar
Nāḩiyat Şuwar (arabiska: ناحية الصور, ناحية صور) är ett subdistrikt i Syrien.   Det ligger i provinsen Dayr az-Zawr, i den östra delen av landet, 500 km nordost om huvudstaden Damaskus.
Trakten runt Nāḩiyat Şuwar är ofruktbar med lite eller ingen växtlighet. Runt Nāḩiyat Şuwar är det ganska glesbefolkat, med 29 invånare per kvadratkilometer.